# Guilherme Montóia
Guilherme Manuel Serrão Montóia (Lisbona, 14 settembre 2003) è un calciatore portoghese, difensore dell'Estrela Amadora.

## Carriera

### Club
È cresciuto nel settore giovanile del Benfica, con cui ha firmato il primo contratto professionistico l'11 novembre 2019. Il 14 agosto 2023 è stato acquistato dal Norwich City, che lo ha assegnato alla propria formazione Under-21. Il 22 agosto 2024 ha rescisso consensualmente il contratto con il club inglese ed il 21 ottobre seguente ha firmato un contratto biennale con l'Estrela Amadora. Ha debuttato in prima squadra il 23 novembre seguente nell'incontro di Coppa di Portogallo perso 7-0 contro il Benfica.

### Nazionale
Ha giocato con le nazionali giovanili portoghesi Under-15, Under-16, Under-17 ed Under-20.

## Statistiche

### Presenze e reti nei club
Statistiche aggiornate al 6 marzo 2025.
| Stagione        | Squadra         | Campionato      | Campionato | Campionato | Coppe nazionali | Coppe nazionali | Coppe nazionali | Coppe continentali | Coppe continentali | Coppe continentali | Altre coppe | Altre coppe | Altre coppe | Totale | Totale | Totale |
| Stagione        | Squadra         | Comp            | Pres       | Reti       | Comp            | Pres            | Reti            | Comp               | Pres               | Reti               | Comp        | Pres        | Reti        | Pres   | Reti   |        |
| --------------- | --------------- | --------------- | ---------- | ---------- | --------------- | --------------- | --------------- | ------------------ | ------------------ | ------------------ | ----------- | ----------- | ----------- | ------ | ------ | ------ |
| 2024-2025       | Estrela Amadora | PL              | 11         | 0          | CP+CdL          | 1+0             | 0               | -                  | -                  | -                  | -           | -           | -           | 12     | 0      |        |
| Totale carriera | Totale carriera | Totale carriera | 11         | 0          |                 | 1               | 0               |                    | -                  | -                  |             | -           | -           | 12     | 0      |        |